# Parksepa
Parksepa est un petit bourg de la commune de Võru, situé dans le comté de Võru en Estonie. Au 31 décembre 2011, la population s'élevait à 694 habitants.